# Xã Cedar, Quận Mahaska, Iowa
Xã Cedar (tiếng Anh: Cedar Township) là một xã thuộc quận Mahaska, tiểu bang Iowa, Hoa Kỳ. Năm 2010, dân số của xã này là 1.108 người.